# Caio Duilio (D554)
Caio Duilio (D554) je protiletadlová fregata Italského námořnictva, která má svůj domovský přístav v La Spezii. Jedná se o poslední italskou jednotku třídy Orizzonte.

## Technické specifikace
Fregata Caio Duilio je dlouhá 152,9 m, široká 20,3 m a ponor je hluboký 7,6 m. Standardní výtlak lodi činí 5 300 t a při plném výtlaku Caio Duilio vytlačí 7 050 t vody. Pohon obstarávají dvě parní turbíny LM2500 a dva kotle SEMT Pielstick. Fregata může bez zastavení doplout do vzdálenosti 13 000 km, když bude plout rychlostí 33 km/h.

## Galerie

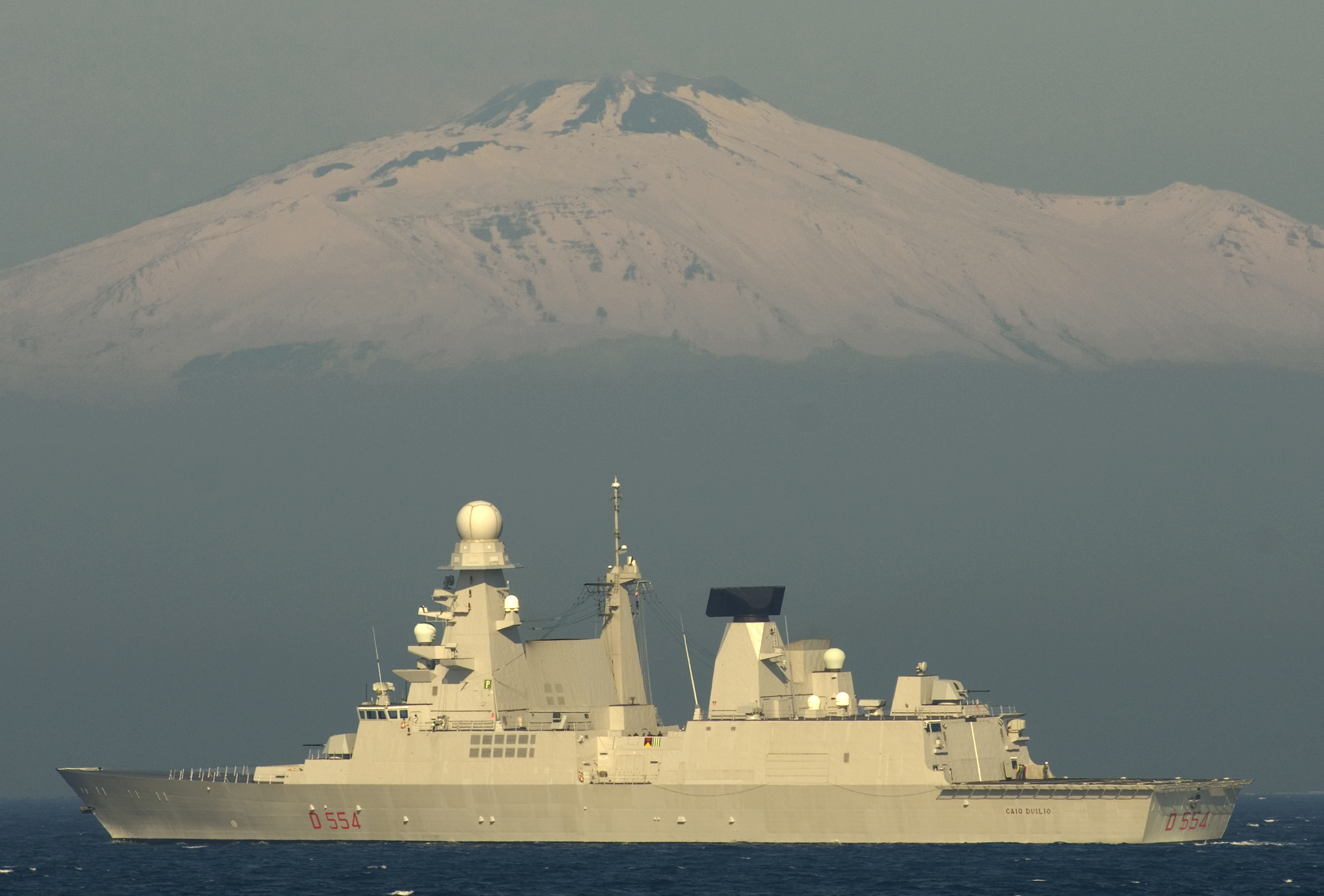
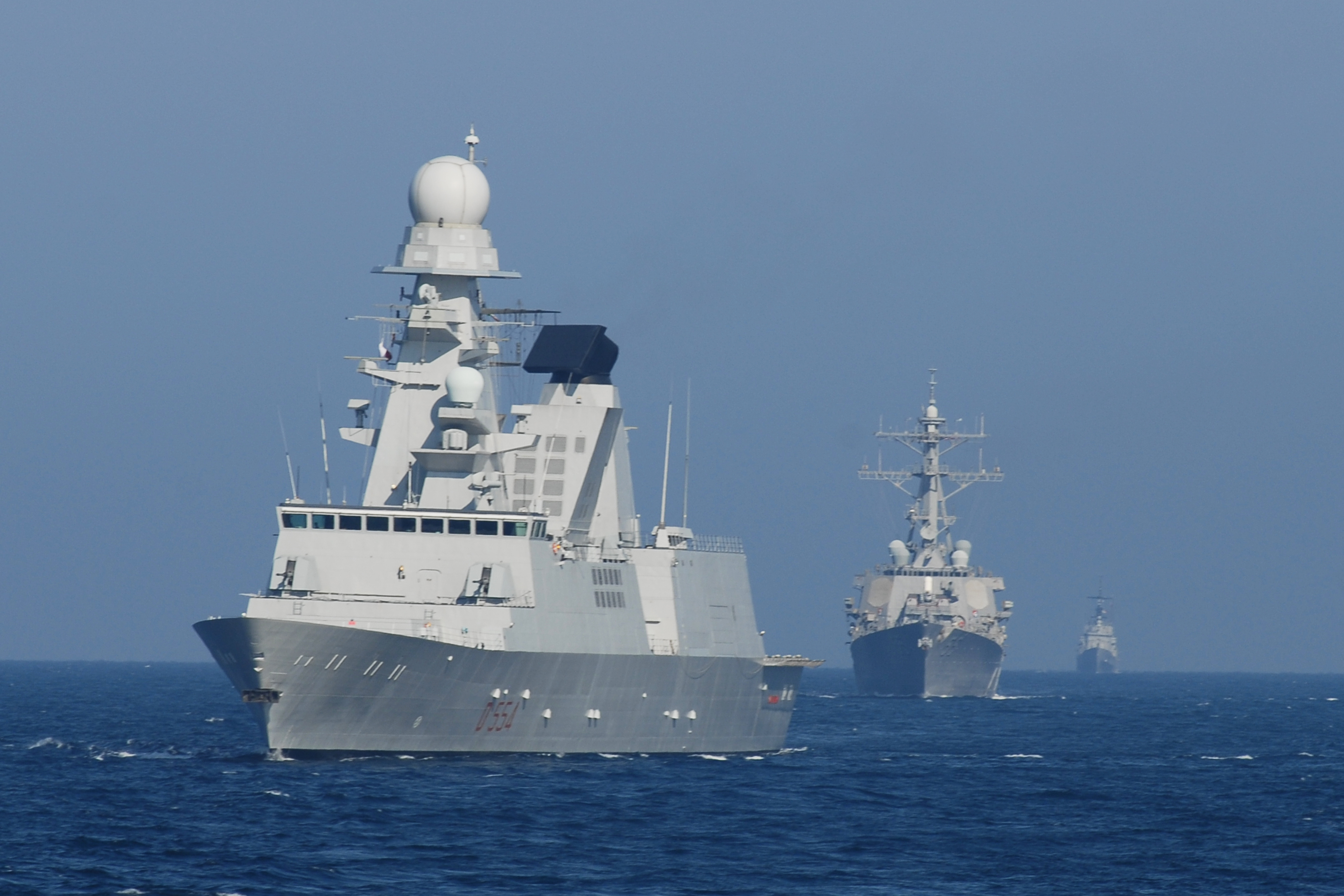
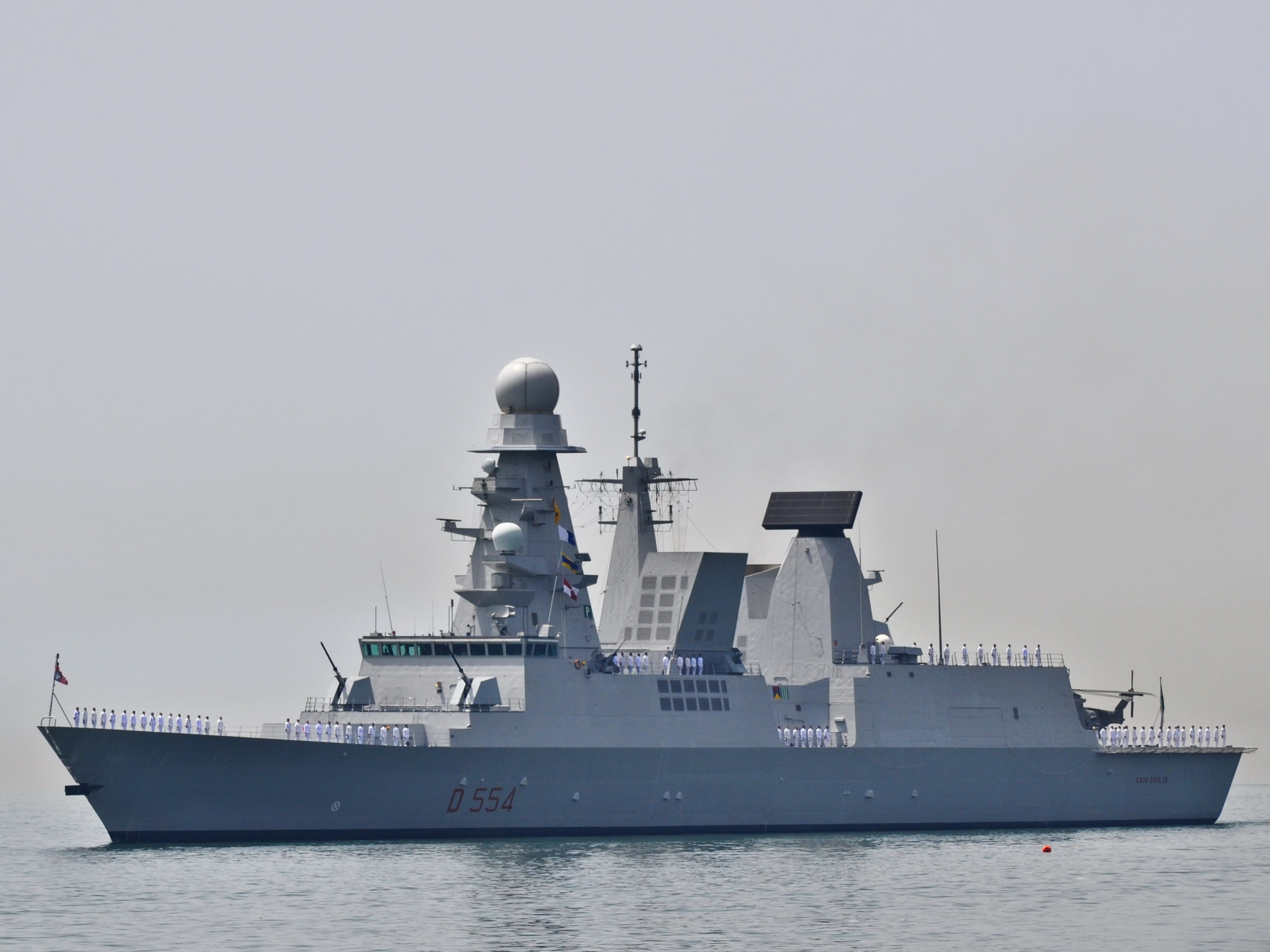
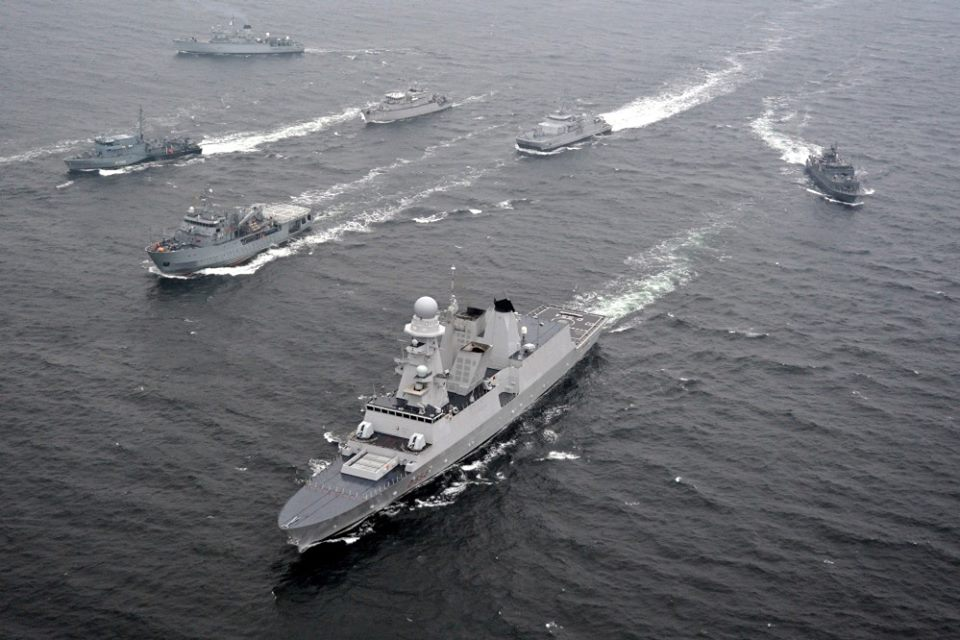
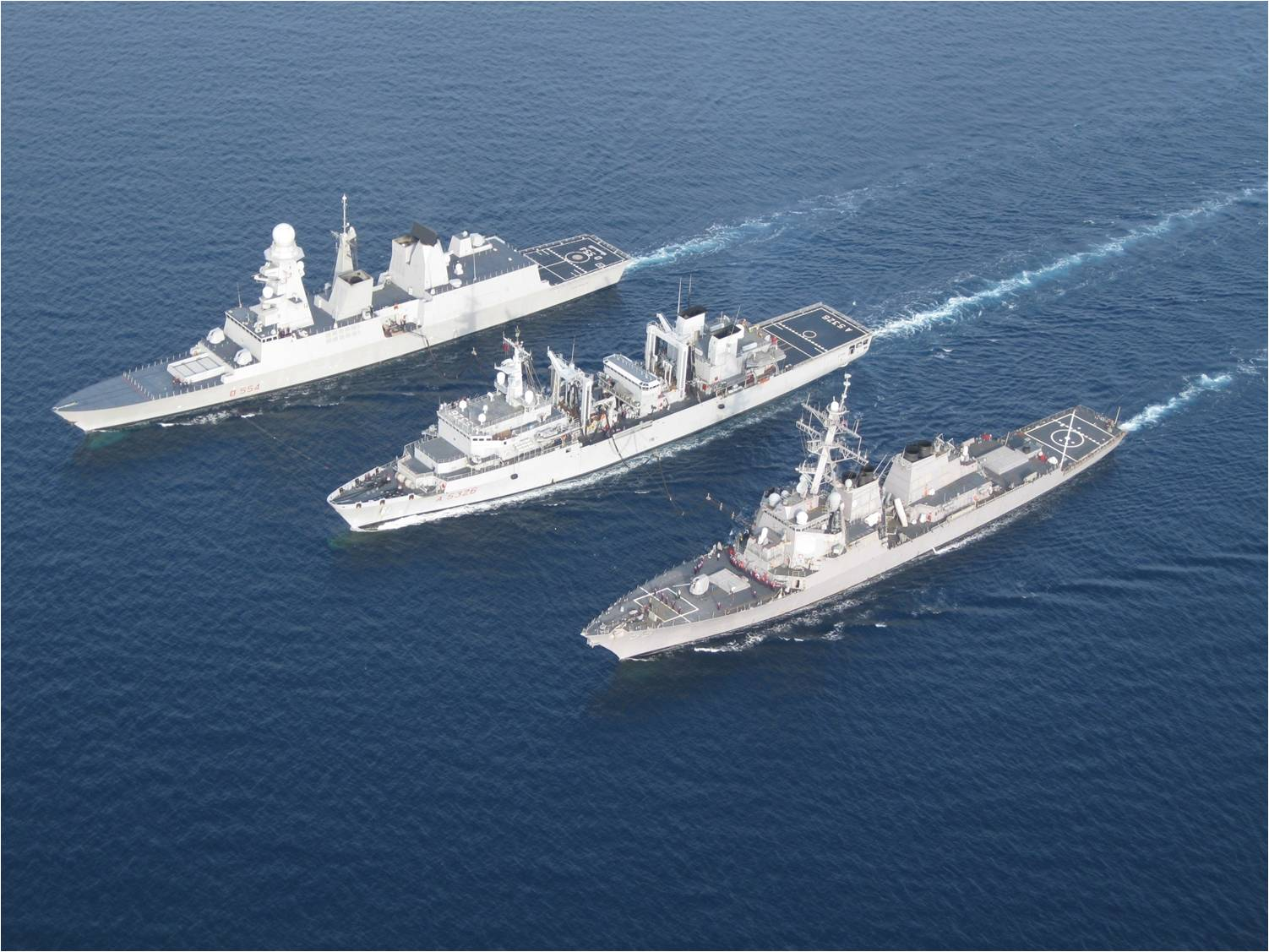
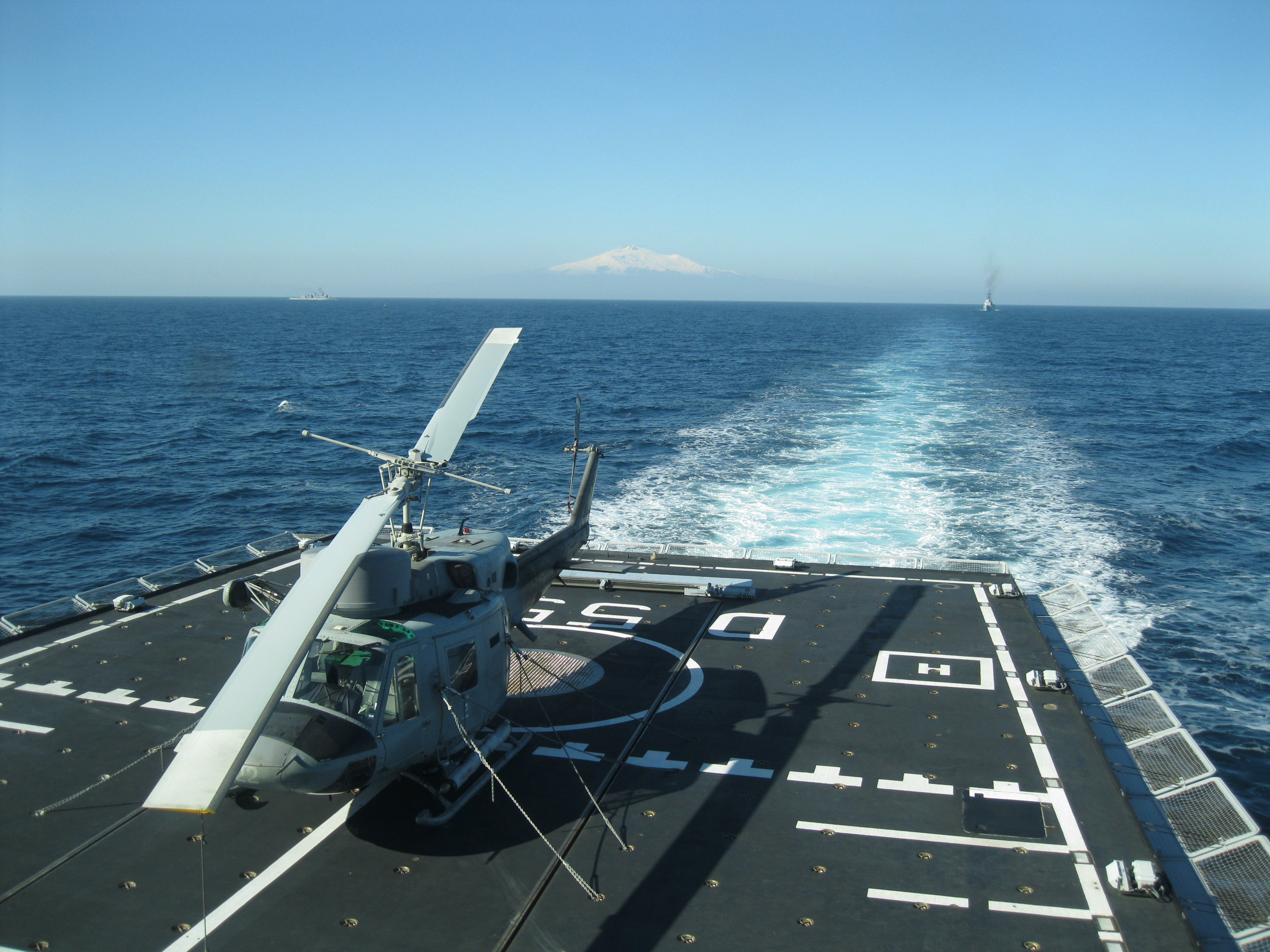
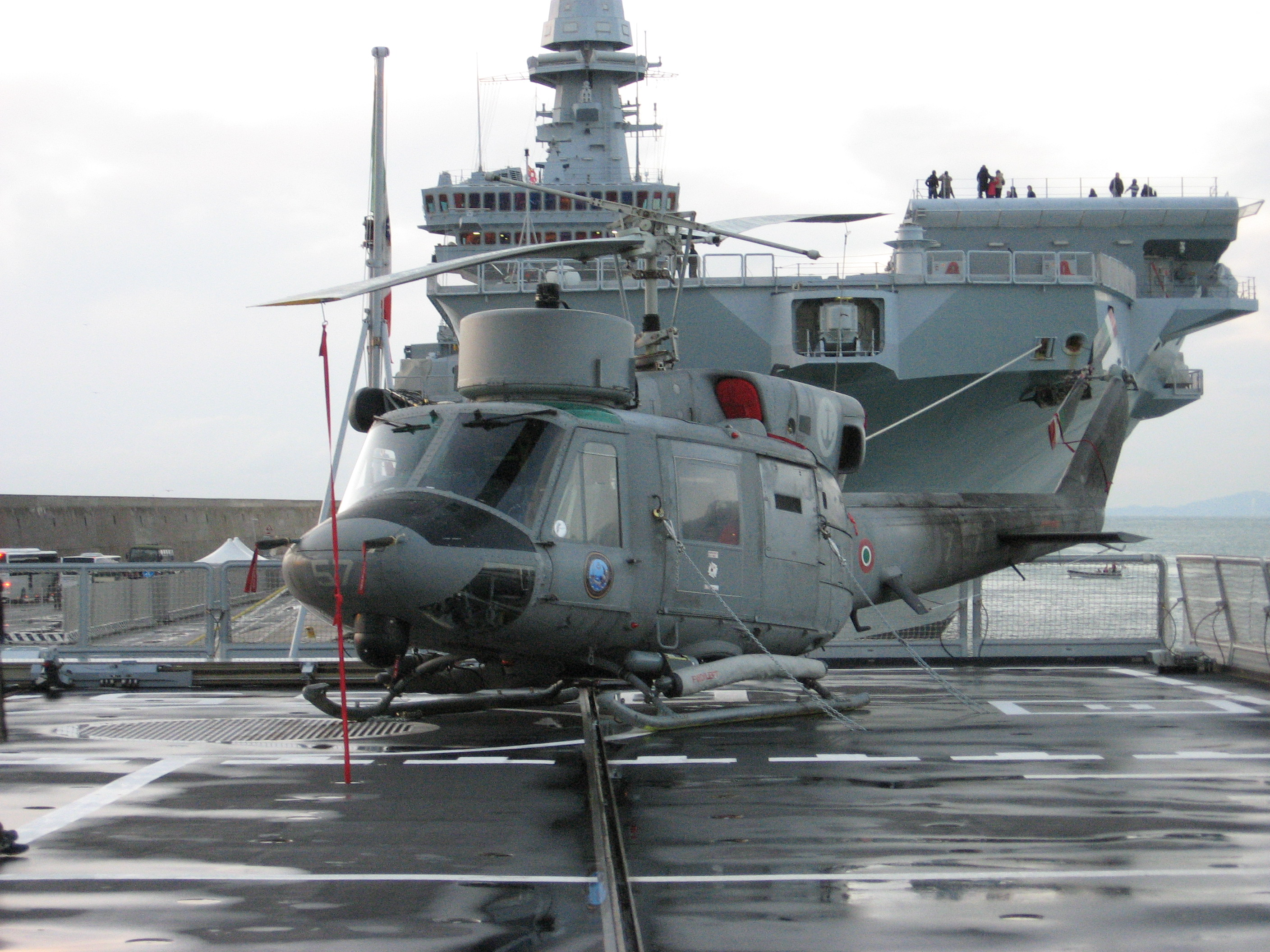
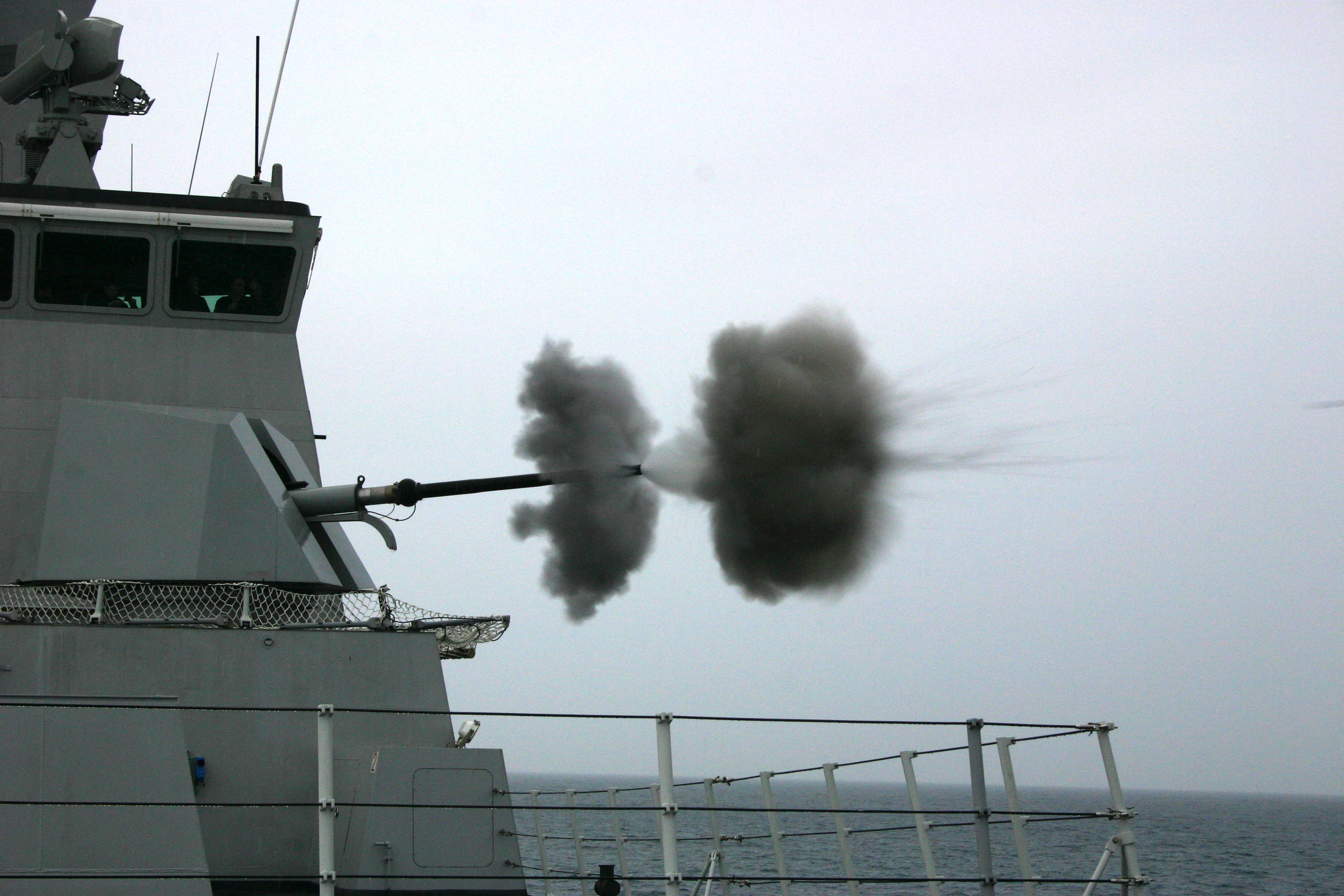
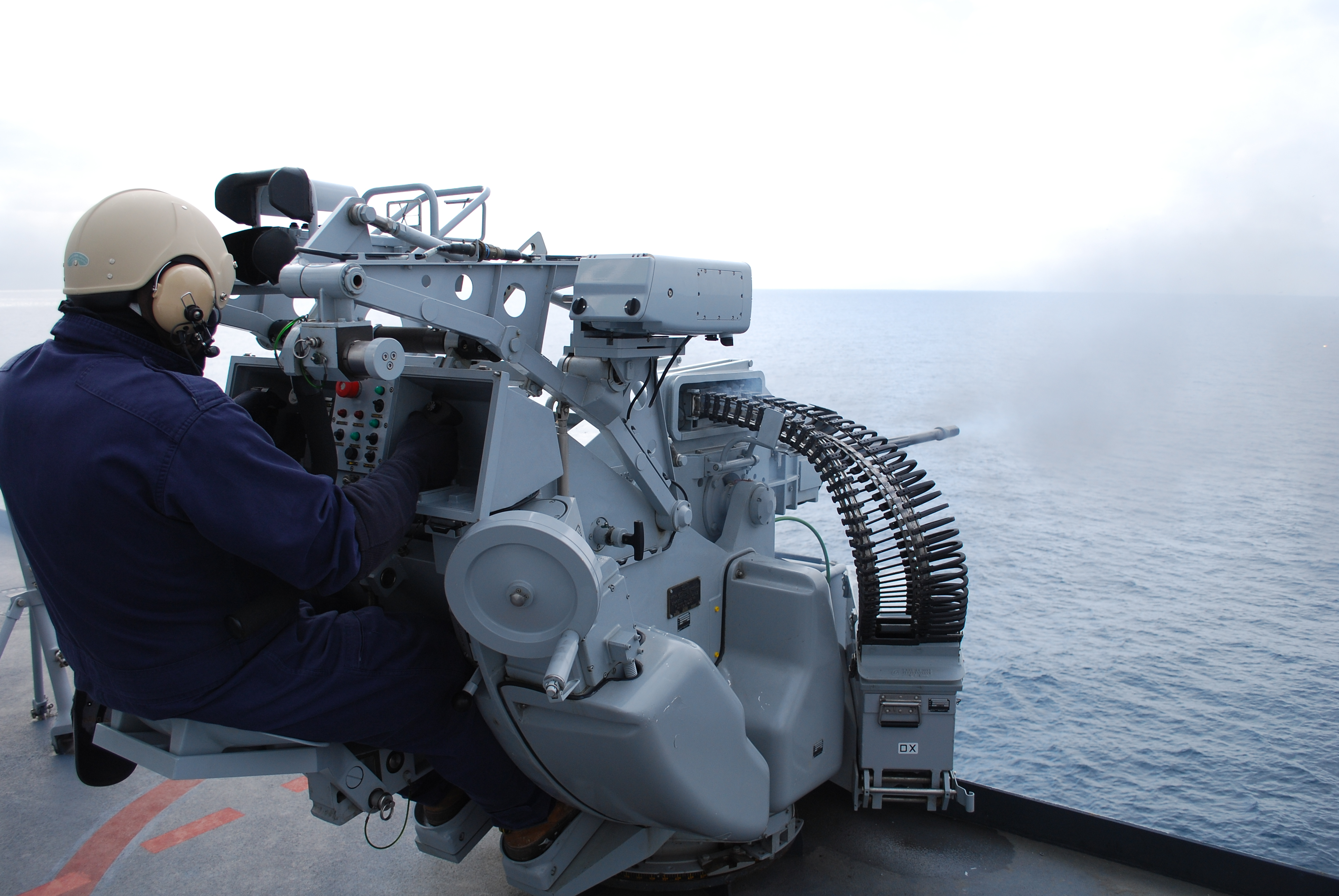
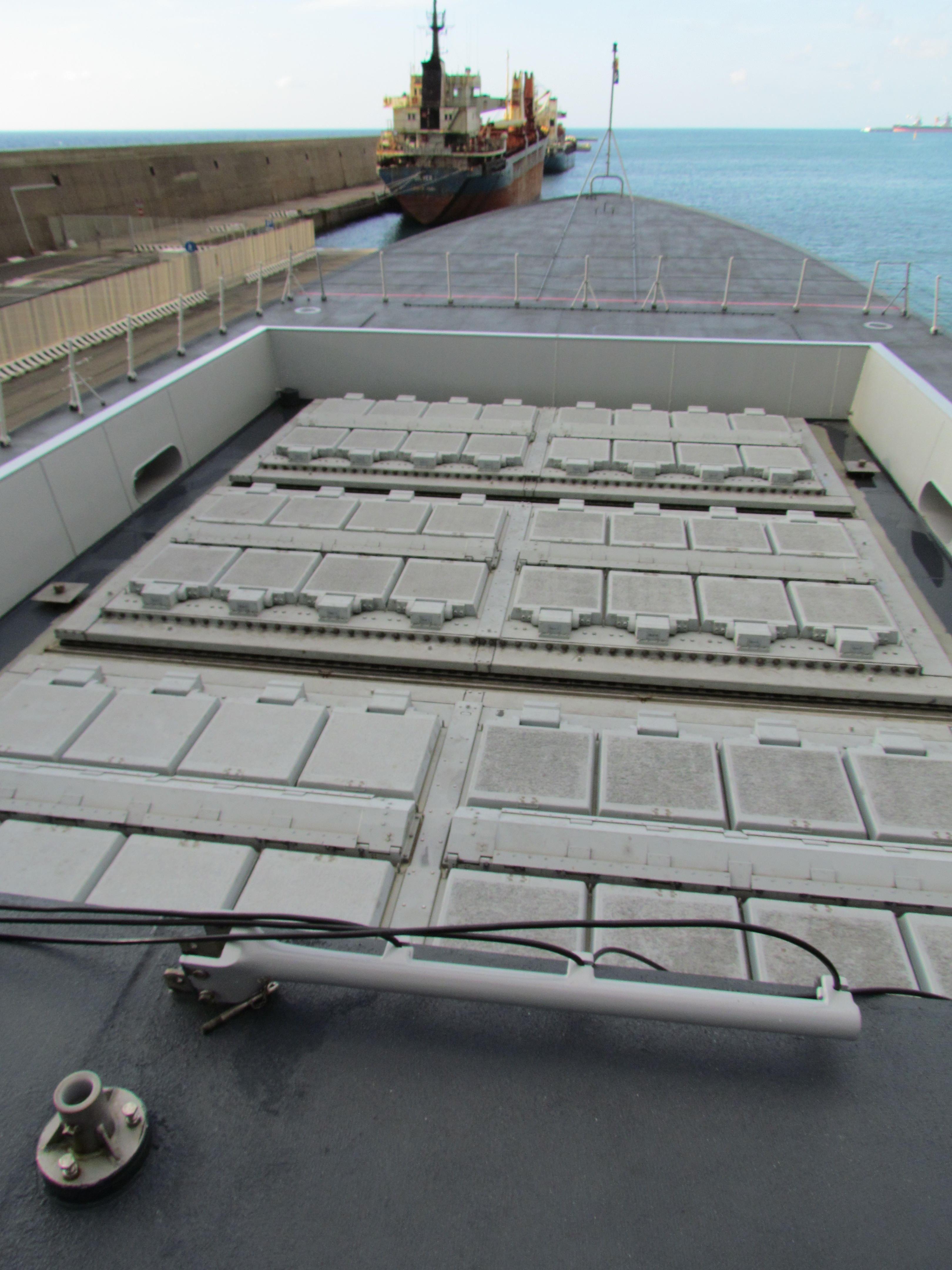
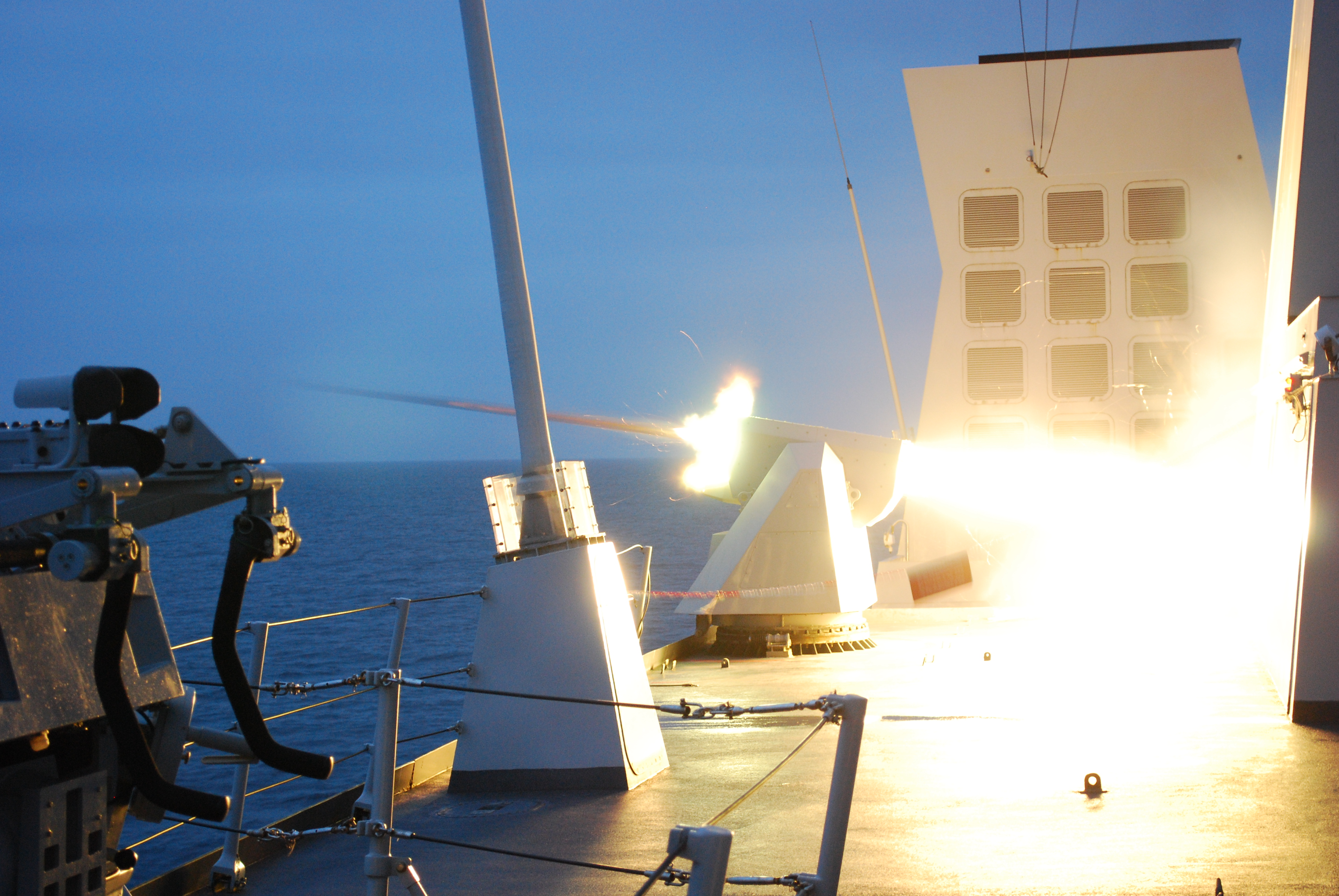
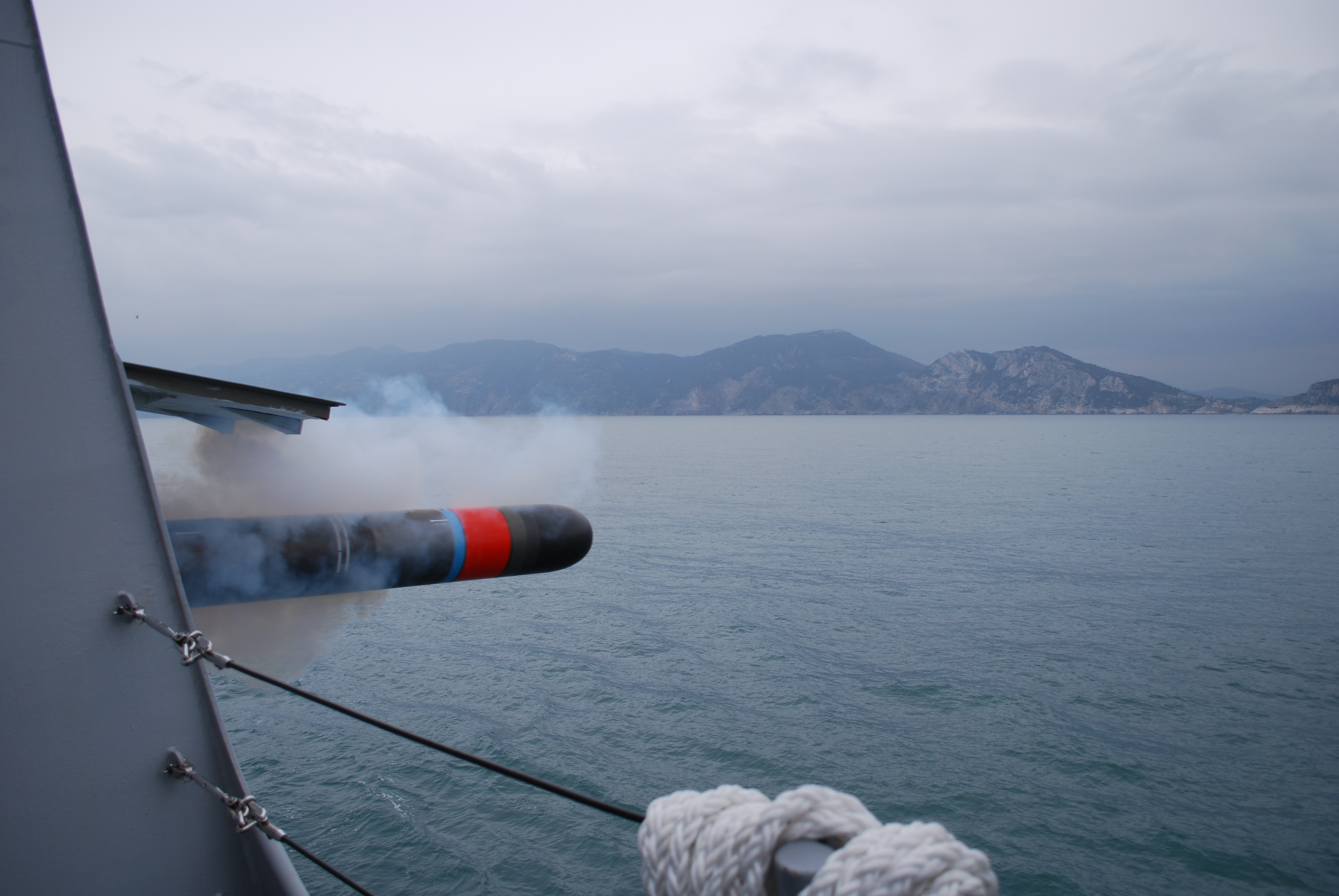
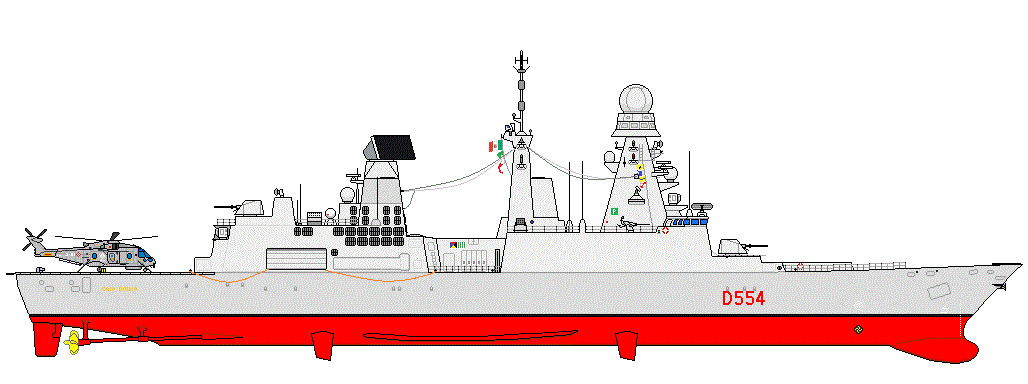
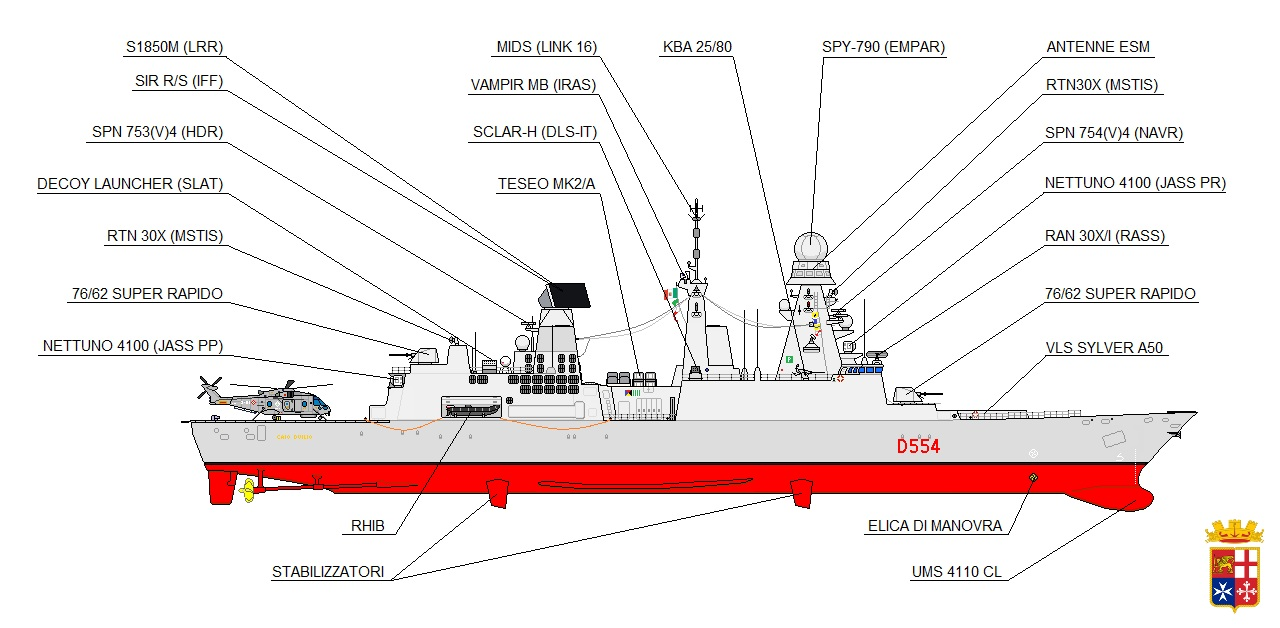